# Blob binari

El controlador gràfic propietari de Linux,libGL-fglrx-glx, compartirà la mateixa infraestructura DRM amb Mesa 3D. Com que no hi ha una ABI estable al nucli, AMD va haver d'adaptar constantment l'antic blob binari utilitzat per Catalyst.

En el context del programari lliure i de codi obert, el programari propietari només disponible com a executable binari s'anomena blob o blob binari. El terme sol referir-se a un mòdul de controlador de dispositiu carregat al nucli d'un sistema operatiu de codi obert i, de vegades, també s'aplica al codi que s'executa fora del nucli, com ara imatges de firmware del sistema, actualitzacions de microcodi o programes d'usuari. El terme blob es va utilitzar per primera vegada als sistemes de gestió de bases de dades per descriure una col·lecció de dades binàries emmagatzemades com una única entitat.
Quan els proveïdors de maquinari informàtic proporcionen documentació tècnica completa per als seus productes, els desenvolupadors de sistemes operatius poden escriure controladors de dispositius de maquinari per incloure'ls als nuclis del sistema operatiu. Tanmateix, alguns proveïdors, com Nvidia, no proporcionen documentació completa per a alguns dels seus productes i, en canvi, proporcionen controladors només binaris. Aquesta pràctica és més habitual per als controladors de gràfics accelerats, dispositius de xarxa sense fil i controladors RAID de maquinari. Sobretot, els blobs binaris són molt poc freqüents per als controladors d'interfície de xarxa no sense fil, que gairebé sempre es poden configurar mitjançant utilitats estàndard (com ifconfig) de manera immediata; Theo de Raadt d'OpenBSD ho atribueix al treball realitzat per un sol desenvolupador de FreeBSD.

## Política per projecte
Alguns projectes aprovats per FSF s'esforcen per proporcionar un sistema operatiu gratuït i eliminaran tots els blobs binaris quan no hi hagi documentació de maquinari o codi font per als controladors de dispositius i tot el microprogramari aplicable; aquests projectes inclouen l'empaquetament del nucli Linux-libre de FSFLA, Parabola, Devuan, Trisquel i LibreCMC. Tanmateix, la gran majoria dels projectes de codi obert fan una distinció entre els controladors de dispositiu només binaris (blobs) i el microprogramari només binari (no considerats blobs), permetent que cert microprogramari propietari es distribueixi lliurement com a part dels seus nuclis i, en desacord d'alguns col·laboradors principals, també admeten l'ús de controladors de dispositiu propietaris que es distribueixen externament, proporcionant interfícies de compatibilitat internes per a aquests controladors propietaris i espai d'usuari. components per treballar amb el seu sistema. Els projectes que segueixen aquesta política inclouen el propi nucli de Linux, NetBSD, FreeBSD, DragonFly BSD i la majoria de distribucions de Linux. Alguns d'aquests projectes ofereixen opcions per construir el sistema sense microprogramari propietari, excloent així el microcodi sense font sota demanda.